# Stainton, Eden
Stainton är en by (village) i Cumbria, i nordvästra England. Orten har 737 invånare (2015). Den har en skola.